# Brentwood (Maryland)
Brentwood es un pueblo ubicado en el condado de Prince George en el estado estadounidense de Maryland. En el Censo de 2010 tenía una población de 3.046 habitantes y una densidad poblacional de 3.070,67 personas por km².

## Geografía
Brentwood se encuentra ubicado en las coordenadas 38°56′37″N 76°57′25″O / 38.94361, -76.95694. Según la Oficina del Censo de los Estados Unidos, Brentwood tiene una superficie total de 0.99 km², de la cual 0.99 km² corresponden a tierra firme y (0%) 0 km² es agua.

## Demografía
Según el censo de 2010, había 3.046 personas residiendo en Brentwood. La densidad de población era de 3.070,67 hab./km². De los 3.046 habitantes, Brentwood estaba compuesto por el 25.87% blancos, el 38.05% eran afroamericanos, el 0.62% eran amerindios, el 1.9% eran asiáticos, el 0% eran isleños del Pacífico, el 27.74% eran de otras razas y el 5.81% pertenecían a dos o más razas. Del total de la población el 45.27% eran hispanos o latinos de cualquier raza.